# Phytobia coylesi
Phytobia coylesi är en tvåvingeart som beskrevs av Spencer 1969. Phytobia coylesi ingår i släktet Phytobia och familjen minerarflugor.
Artens utbredningsområde är British Columbia. Inga underarter finns listade i Catalogue of Life.